# Нейроферритинопатия
Нейроферритинопатия (также заболевание базальных ганглий с поздним началом) - редкое заболевание, развивающееся у взрослых лиц. Симптомы заболевания - дистония, хорея и брадикинезия. Впервые заболевание описано в одной большой семье в Великобритании. Со временем двигательные расстройства и когнитивные нарушения прогрессируют. Наследуется по аутосомно-доминантному типу с низкой пенетрантностью. Вызывается мутацией гена FTL, кодирующего лёгкую цепь ферритина.